# Духлата
 Тази статия е за пещерата в България.  За пещерата в Гърция вижте Духло.  
Духлата (още Боснешката пещера) е пещера във Витоша, България.

## Местонахождение
Намира се в югозападната част на планината, на десния бряг на река Струма, съвсем близо до село Боснек в област Перник, община Перник. Входът на пещерата е на пътя от Боснек към Чуйпетлово.

## Име
Името на пещерата се свързва със силния звук, който вятърът издава при преминаването си през входа на пещерата.

## Описание
Духлата е втората по дължина пещера в страната с дължина 17 600 метра, дълбока е 53 м. Според друг източник тя е с дължина 18 200 м и дълбочина 53 м.
Представлява сложна многоетажна, лабиринтна система – сред най-сложните пещерни системи в страната. Създадена е от подземните течения на река Струма. Включва мрежа от тунели, галерии, подземни езера, водопади и синтрови образувания, разположени на 6 етажа. В пещерата са установени 22 вида пещерни животни, сред които 6 вида прилепи.
Пещерата е добре проучена и картирана.

## Туризъм
Духлата е обявена за природна забележителност през 1962 г.
Красотата ѝ е обусловена от великолепните пещерни образувания, които допълват вълнуващата картина на подземния ѝ свят. Има множество красиви синтрови езера по цялото ѝ протежение. Привлича все повече и повече ентусиасти.